# Symphlebia tessellata
Symphlebia tessellata är en fjärilsart som beskrevs av William Schaus 1910. Symphlebia tessellata ingår i släktet Symphlebia och familjen björnspinnare. Inga underarter finns listade i Catalogue of Life.